# 無名 (科羅拉多州)

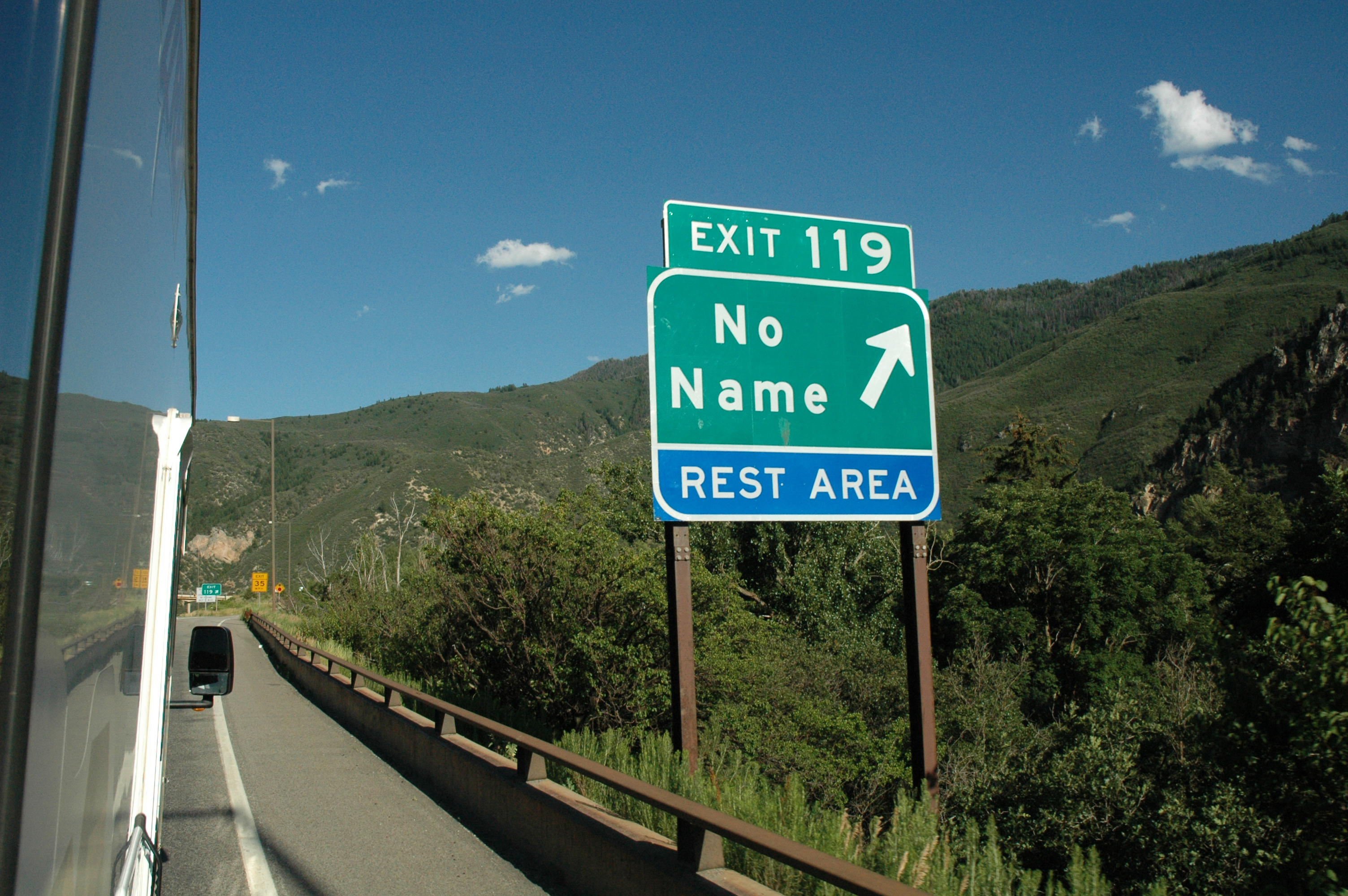
在出口119号的標誌。

無名（英語：No Name）是個加菲爾德縣的普查規定居民點。美國2010年的人口普查查得人口為123。它位於格倫伍德斯普林斯的70號州際公路，在格倫伍德峽谷119号出口的東部。它被命名為無名小河和無名峽谷。在I-70的無名隧道就在附近。其公路出口的標誌No Name可在在電影消失點看到。
當科羅拉多州70號州際公路正在興建，發展商當時計劃在现在的無名區域建立出口。 他們決定以「NO NAME」標記出口標誌，這件事經過後該地區就發展起來了，但是最後發展商卻想不到如何為其命名，所以就讓該地命名為「NO NAME」（無名）。

## 外部連結
- 無名地區的峽谷照片 （页面存档备份，存于）
- 描述無名隧道的文章 （页面存档备份，存于）
- TopoQuest地圖